# 李维 (自行车运动员)
李维（1982年8月24日—），男，天津人，中国自行车運動員。

## 簡歷
2010年11月，李维代表中國參加亞運會自行車比賽，在男子个人追逐赛及团体追逐赛，贏得兩面铜牌。
李维曾于2011至2012年间加入万胜体育洲际队，期间曾参加环太湖、环中国及环青海湖赛。